# Coendou mexicanus
Coendou mexicanus és una espècie de mamífer rosegador histricomorf de la família Erethizontidae. Es troba a Belize, Costa Rica, El Salvador, Guatemala, Hondures, Mèxic, Panamà, Nicaragua.